# Ortygospiza
Genre
Ortygospiza est un genre de passereaux d'Afrique appartenant à la famille des Estrildidae. Ils sont nommés Astrild-caille.

## Taxinomie
Dans sa classification version 3.5 (2013), le Congrès ornithologique international (COI), s'appuyant sur les travaux de Payne & Sorenson (2007), réintègre les espèces O. fuscocrissa et O. gabonensis dans l'espèce O. atricollis.
Liste des espèces
- Ortygospiza atricollis – Astrild-caille à lunettes (inclut O. fuscocrissa et O. gabonensis).

Jusqu'à la classification version 3.4 (2013) du COI, ce genre était constitué des espèces suivantes (ordre phylogénique) :
- Ortygospiza atricollis – (?)
- Ortygospiza fuscocrissa – (?)
- Ortygospiza gabonensis – Astrild-caille à gorge noire

Une autre espèce, l'Astrild-caille à gorge rouge (anciennement Ortygospiza locustella), est désormais classée dans le genre monotypique Paludipasser.